# Czarnowski (Adelsgeschlecht)
Das Haus Czarnowski ist eine aus Masowien stammende Adelsfamilie.

Stammwappen der Czarnowski

## Geschichte
Wie auch die Familien Rakowski, Kozikowski, Mazowski und Rogiński gelten die Czarnowski als eine sich nach ihrem Sitz nennender Stamm, welcher von der masowischen Adelsfamilie Jabłbrzykowski abstammt. Erstmals urkundlich erwähnt wird das Geschlecht im Jahr 1441, als frühen Vertretern neues Land und Privilegien durch Herzog Władysław I. zugesprochen werden. Ihr Stammsitz, das Dorf Czarnów im heutigen Powiat Wołomiński, soll sich aber bereits schon früher in ihrem Besitz befunden haben. Die Adelsfamilie wird als Besitzer der Dörfer Czarnów, Chruściel und Ludwinów aufgeführt. Józef Wojciech Czarnowski errichtete 1827 das Herrenhaus in Chajęty-Jaktory, welches 1910 verkauft wurde. Ein Zweig hatte sich bereits während der Herrschaft von Kasimir IV. in Pommern niedergelassen und führte den eingedeutschten Familiennamen Ostau-Damerow. Die Familie hatte Besitz in Darsin, Lupow, Runow, Paglau und Polzen.